# Cantó d'Évran
El cantó d'Évran (bretó Kanton Evrann) és una divisió administrativa francesa situat al departament de Costes del Nord a la regió de Bretanya.

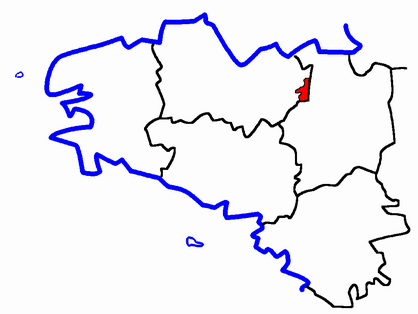
Situació del cantó

## Composició
El cantó aplega 8 comunes :
| Nom bretó               | Nom francès          | Nom gal·ló        |
| Evrann                  | Évran                | Evran             |
| Ar C'haeoù              | Le Quiou             | ---               |
| Maez-Geraod             | Les Champs-Géraux    | Lez Chaunt-Jéraud |
| Plouan                  | Plouasne             | ---               |
| Sant-Andrev-an-Doureier | Saint-André-des-Eaux | ---               |
| Sant-Yuzeg              | Saint-Judoce         | ---               |
| Sant-Yuvad              | Saint-Juvat          | Saent-Juvat       |
| Trefermael              | Tréfumel             | ---               |

## Història
| Data d'elecció                           | Identitat     | Partit | Qualitat |
| ---------------------------------------- | ------------- | ------ | -------- |
| 2004-                                    | Robert Nogues | PS     |          |
| les dades anteriors no són pas conegudes |               |        |          |
|                                          |               |        |          |